# Sáránszki Péter
Sáránszki Péter (Budapest, 1979. március 20. –) művészettörténész.

## Tanulmányok
1997-ben érettségizett a Kossuth Zsuzsa Gimnáziumban, 2000-ben a BÁV zrt.-nél, festménybecsüs szakképesítést (OKJ) szerzett, 2009-ben a Zsigmond Király Főiskolán vallástudomány szakirányú, alapszakos szabad bölcsész diplomát szerzett, 2010-ben beiratkozott az ELTE-BTK művészettörténet részismereti (minor) képzésére, ezután 2011-ben felvételt nyert a PPKE-BTK művészettörténet mesterszakára, ahol 2013-ban diplomát szerzett (legújabb kori művészet szakirány és muzeológia modul). 2013-ban elvégezte a KKDSZ által szervezett A korszerű menedzsment ismérvei és eszközrendszere a közgyűjteményekben – akkreditált intézményvezetői ismeretek képzést.
Kutatási területe a XX.-XXI. századi képzőművészet.

## Fontosabb kiállítások (válogatás)
- Dr. Keresztes László magángyűjteménye (2010) – Budapesti Történeti Múzeum[3]
- Zsűri mentes kiállítások az újpesti Ady Endre Művelődési Ház és Munkástovábbképző Központ Mini Galériájában (Bp. IV. ker., Árpád út 37.), 1980-1982-ben / galériavezető Šwierkiewicz Róbert (2011) – Liget Galéria
- Šwierkiewicz Róbert – Tandori Dezső: Két sapkás beszélget 2. (2011) – Liget Galéria
- Tolvaly Ernő: Csodálatos rendszer (2014) – Ludwig Múzeum[4]
- Tolvaly Ernő (2014) Pécsi Galéria – Zsolnay negyed M21[5]
- Progressive Intentions, Conceptual Tendencies from the 1970’s to the Present, (2016)[6] The Hungarian Institute in Istanbul, Turkey

## Főbb publikációi
- Tolvaly Ernő: Csodálatos rendszer – Ludwig Múzeum (2014) ISBN 9789639537422[7]

## Fontosabb kiadványok
- Šwierkiewicz Róbert: Önfejtágító mail-art project – újrakiadás (szerk., 2010) ISBN 9789630691642[8]
- Dr. Keresztes László magángyűjteménye (szerk., 2010) ISBN 9789630691840[9]
- Mednyánszkytól Barcsayig. Modern magyar művészet a Keresztes-gyűjteményben / From Mednyánszky to Barcsay. Modern Hungarian art in the Keresztes Collection; szerk. Kolozsváry Marianna, Sáránszki Péter; Keresztes László, Bp., 2010

## Társasági tagság
- Pulszky társaság

## Egyéb
- Kortárs Magángyűjtemények XV. – Válogatás Sáránszki Péter gyűjteményéből (2010) – Godot Galéria[10]
- https://ja-jp.facebook.com/teszarinora/posts/174601642626918